# Coaquiri
Coaquiri, autonombrado como Pachacuti Inga, fue un militar inca nativo del Altiplano que participó en una gran rebelión colla durante el gobierno de Túpac Yupanqui. 

## Nombre
El nombre de Coaquiri probablemente proceda del idioma puquina. "Coa" es una raíz lingüística recurrente en la región, con un significado interpretado como "ídolo" o algo sagrado, por lo que Rodolfo Cerrón-Palomino ha propuesto la traducción del nombre como "el que es divino".
Al parecer pertenecía a un linaje de curacas locales que portaba ese nombre; en 1550, a inicios de la época virreinal, se registró en la encomienda de Chuquilipi (en Lípez, al sur del salar de Uyuni) a un "curaca principal" de nombre Pedro Coaquiri.

## Campaña en la Amazonía y deserción
Se sabe que Coaquiri participó de una campaña liderada por el inca Túpac Yupanqui hacia la selva amazónica, el denominado Antisuyo. En el transcurso de esta, se fugó hacia el Altiplano del Collao, donde anunció la muerte de Túpac Yupanqui a los collas, se autonombró como nuevo inca y se convirtió en caudillo de un alzamiento general. Al respecto, Sarmiento de Gamboa escribió:

"Y estando en esta conquista un indio del Collao llamado Coaquiri, se huyó de su compañía y se vino al Collao y  echó nueva que Topa Inga Yupangui era muerto, y diciendo á todos que se alzasen, que ya no había inga, quél sería su capitán. Y luego se nombró Pachacuti Inga y se alzaron los Collas y lo tomaron por su capitán."
Pedro Sarmiento de Gamboa

Según otras fuentes, se acopló a un alzamiento ya en marcha iniciado en Pucará. El cronista Martín de Murúa prosigue:

"...bastó esta nueva falsa para que los Collas, siguiendo al natural suyo y de todas estas gentes de ser fáciles en creer cualquier cossa y la mala voluntad con que llevaban la sugeción de los Yngas, que poco hauía los hauían conquistando, trataron muy de secreto de común consentimiento de reuelarse negando la obediencia a los gouernadores puestos por el Ynga..."
Martín de Murúa

## Rebelión colla y muerte
Túpac Yupanqui tuvo que abortar su avance, designando como nuevo comandante en jefe a Otorongo Achachi, y apresurarse a combatir la sublevación encabezando al ejército inca. Tras cruentos combates tomando los principales bastiones collas, el movimiento fracasó y Coaquiri, junto con los otros caudillos rebeldes, fue ejecutado y desollado; con su piel se fabricaron tambores para la guerra.

## Bibiliografía
- Bouysse-Cassagne, Thérèse (2010). «Apuntes para la historia de los puquinahablantes». Boletín De Arqueología PUCP (13): 283-307. doi:10.18800/boletindearqueologiapucp.201001.014.